# Saint-Benoît (Ain)
Pour les articles homonymes, voir Saint-Benoît.
Saint-Benoît est une ancienne commune française située dans le département de l'Ain, en région Auvergne-Rhône-Alpes. Le 1er janvier 2016, elle fusionne avec la commune de Groslée pour former la commune nouvelle de Groslée-Saint-Benoit.
Ses habitants s'appellent les Benoitiens.

## Géographie

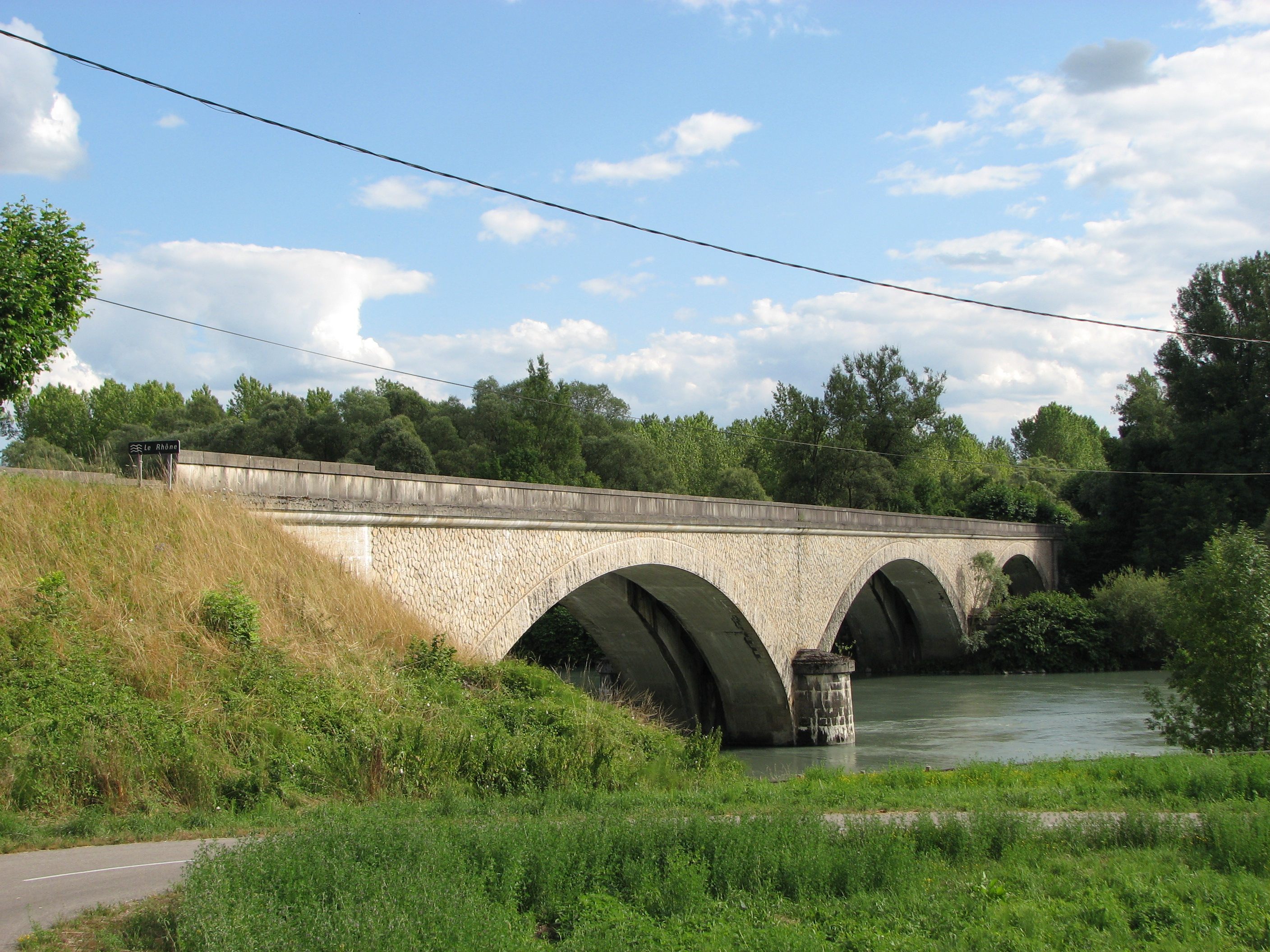
Le pont d'Évieu.

La commune de Saint-Benoît est composée d'un village principal (Saint-Benoît) et de plusieurs hameaux disséminés entre le Rhône et la montagne, dont le sommet principal (la Grayes) élève à 781 m d'altitude sa noire chevelure de sapins. La commune se situe dans la zone d'appellation contrôlée des vins du Bugey.

### Saint-Benoît
Le village de Saint-Benoît regroupe la majorité des services et des commerces de la commune. Il est situé à plus de 2 km du Rhône et s'allonge le long de la route D 19.

### Glandieu
Glandieu est un village divisé par le Gland et sa cascade : la partie nord appartient à Saint-Benoît, tandis que la partie sud relève de Brégnier-Cordon.

### Évieu
Évieu est un hameau de Saint-Benoît situé au bord du Rhône. On y trouve une maison fortifiée du XIIIe siècle. Le pont d'Évieu est le seul point de passage vers l'Isère entre Cordon au sud et Groslée au nord.

### Neyrieu
Le hameau de Neyrieu était autrefois le site d'une seigneurie, dont témoignent les vestiges d'un château du XIIIe siècle.

### La Sauge
Ce hameau est situé en bordure du Rhône et de la « Morte », site classé Natura 2000.

### Les Marches
Ce lieu-dit évoque par son nom la frontière entre les anciennes provinces du Bugey et du Dauphiné. À côté des quelques maisons du hameau s'élèvent les ruines d'un château important, que baignait jadis le Gland, dont il est aujourd'hui séparé par la route.

## Histoire
Le 1er janvier 2016, Saint-Benoît fusionne avec Groslée sous la commune nouvelle de Groslée-Saint-Benoit dont la création a été actée par un arrêté préfectoral du 30 décembre 2015.

### Le château des Marches
La terre et le château des Marches étaient une des seigneuries de la famille de Cordon. Les Cordons s'y sont succédé comme seigneurs, depuis 1200, jusqu'à Hercule de Cordon qui mourut sans enfant en 1571. 
Le château des Marches passe après cela par de nombreuses mains. Il est transformé en exploitation agricole.
En 1912, ce château n'est pas une ruine comme la plupart des châteaux seigneuriaux de la région, il a une belle apparence…
Par héritage, les Marches passe aux Jacquier. Vendu ensuite à M. Joany Moyroux, alors qu'il commençait à être en ruine, ce dernier vendit des éléments d'architectures : cheminées, montants et linteaux de portes et de fenêtres… une tour ronde avec son escalier à vis fut vendue à M. Delors pour être reconstruite au château de Grôlée.

## Toponymie
Durant la Révolution française, la commune prend temporairement les noms de Gland et Seyssieu.

## Politique et administration

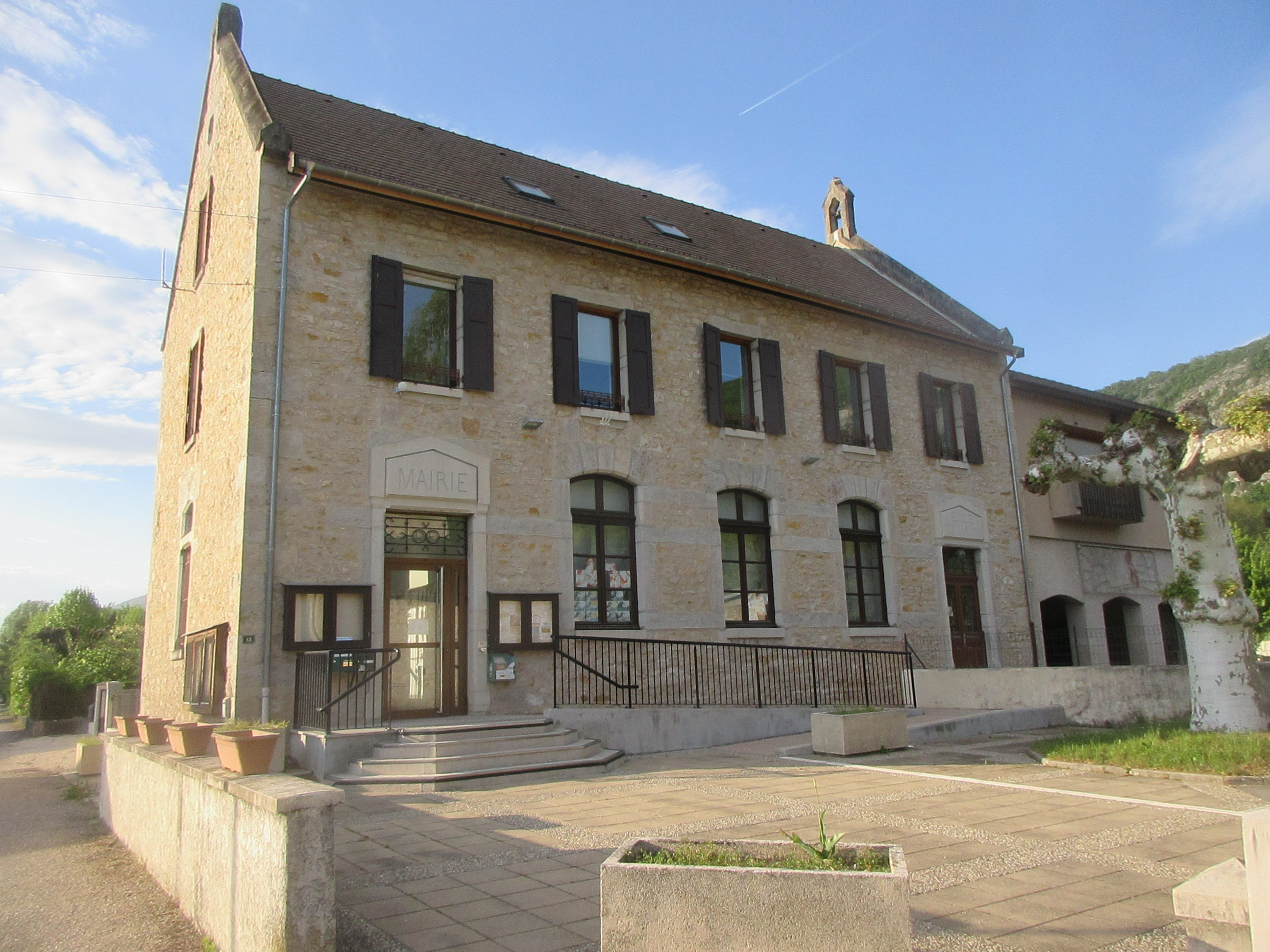
Mairie.

| Période                                  | Période | Identité        | Étiquette | Qualité           |
| ---------------------------------------- | ------- | --------------- | --------- | ----------------- |
| avant 1988                               | ?       | Mathias Gagneux |           |                   |
| juin 1995                                | 2016    | Guy Plantin     | SE        | Retraité agricole |
| Les données manquantes sont à compléter. |         |                 |           |                   |

| Période | Période  | Identité     | Étiquette | Qualité |
| ------- | -------- | ------------ | --------- | ------- |
| 2016    | 2020     | Guy Plantin  |           |         |
| 2020    | En cours | Henri Soudan |           |         |

## Démographie
L'évolution du nombre d'habitants est connue à travers les recensements de la population effectués dans la commune depuis 1793. Pour les communes de moins de 10 000 habitants, une enquête de recensement portant sur toute la population est réalisée tous les cinq ans, les populations de référence des années intermédiaires étant quant à elles estimées par interpolation ou extrapolation. Pour la commune, le premier recensement exhaustif entrant dans le cadre du nouveau dispositif a été réalisé en 2007.
En 2021, la commune comptait 916 habitants, en évolution de +9,96 % par rapport à 2015 (Ain : +5,15 %, France hors Mayotte : +2,11 %).
| 1793 | 1800  | 1806  | 1821  | 1831  | 1836  | 1841  | 1846  | 1851  |
| ---- | ----- | ----- | ----- | ----- | ----- | ----- | ----- | ----- |
| 972  | 1 030 | 1 112 | 1 165 | 1 221 | 1 200 | 1 268 | 1 260 | 1 326 |

| 1856  | 1861  | 1866  | 1872  | 1876  | 1881  | 1886  | 1891 | 1896 |
| ----- | ----- | ----- | ----- | ----- | ----- | ----- | ---- | ---- |
| 1 260 | 1 204 | 1 206 | 1 207 | 1 118 | 1 036 | 1 023 | 986  | 974  |

| 1901 | 1906 | 1911 | 1921 | 1926 | 1931 | 1936 | 1946 | 1954 |
| ---- | ---- | ---- | ---- | ---- | ---- | ---- | ---- | ---- |
| 890  | 883  | 826  | 818  | 792  | 780  | 741  | 667  | 607  |

| 1962 | 1968 | 1975 | 1982 | 1990 | 1999 | 2006 | 2007 | 2012 |
| ---- | ---- | ---- | ---- | ---- | ---- | ---- | ---- | ---- |
| 530  | 504  | 486  | 548  | 488  | 582  | 705  | 723  | 810  |

| 2017 | 2021 | - | - | - | - | - | - | - |
| ---- | ---- | - | - | - | - | - | - | - |
| 833  | 916  | - | - | - | - | - | - | - |

## Culture et patrimoine

### Lieux et monuments
- Château des Marches, cité en 1290, possession de la famille de Cordon.
- Vestiges du château de Neyrieu ou Nérieu à 1 km nord-est de Saint-Benoît. Il est, en 1272, la possession du chevalier André de Grolée[7].
- Maison forte d'Évieu. La maison forte, citée en 1286, est la possession des sires de Cordon[8].
- Église Saint-François de Salles.
- Abbaye de Saint-Benoît-de-Cessieu

### Patrimoine naturel
- la Cascade de Glandieu (site classé)
- la  réserve naturelle de l'ancien méandre du Saugey (partagé avec la commune voisine de Brangues).

La commune compte plusieurs ZNIEFF de type I :
- milieux alluviaux du Rhône du Pont de Groslée à Murs et Gélignieux ;
- méandre du saugey
- prairie de sous Roche ;
- falaises de Saint-Benoît à Brégnier-Cordon ;
- rivière et zone humide de l'Huert.

### Personnalités liées à la commune
Les personnages les plus célèbres ayant côtoyé Saint-Benoît dans l'Ain sont les frères Bourde.
- Adolphe Bourde (1859-1935), peintre. Son œuvre la plus célèbre est sûrement Les conseillers municipaux de Saint-Benoît-de-l'Ain actuellement exposé en salle du conseil de la mairie de Belley. Une reproduction se trouve également dans la salle du conseil municipal de Saint-Benoît dans l'Ain.
- Paul Bourde (1851-1914), journaliste et grand reporter au journal Le Temps, fonctionnaire (directeur des contrôles civiles et des renseignements coloniaux et directeur de l'Agriculture à Tunis) et écrivain, il est l'auteur de pièces dramatiques sous le pseudonyme de Paul Anthelme ainsi que d’œuvres historiques sur la Révolution et la période napoléonienne, publiées sous son second pseudonyme : Paul Delion. Un buste réalisé par le sculpteur Yvonne Seruys le représentant est actuellement visible dans la commune de Voissant (Isère). Une reproduction de ce buste se trouve également au niveau de la place des Frères-Bourde à Saint-Benoît (située à l'arrière de la salle des fêtes au niveau de l'espace de loisir).